# Етидорфа, або межа Землі
«Етидорфа, або межа Землі» (повна назва — «Етидорфа, або межа Землі: дивовижна історія загадкової істоти та розповідь про неймовірну подорож») (англ. Etidorhpa, or, the end of the earth: the strange history of a mysterious being and the account of a remarkable journey) — науково-фантастичний роман або ж наукова алегорія Джона Урі Ллойда, американського фармакогнозиста та власника фармацевтичної мануфактури, виданий 1895 року.
Книга надана у формі рукопису Левілліна Драрі, що зустрів особу, підписану як «Я-Є-Людина». Пригода «Я-Є-Людини» полягає в подорожі через печеру в Кентуккі до центру землі в супроводі таємничого людиноподібного провідника. До числа теорій та гіпотез, які були відображені на сторінках «Етидорфи», потрапила практична алхімія, таємні масонські ордени, теорія порожнистої Землі та концепцію виходу за межі фізичного існування.
Слово «Етидорфа» — це «Афродіта», написане навпаки (Aphrodite — Etidorhpa). Перші видання «Етидорфи» розповсюджувалися приватно; пізніші видання книги містять численні оригінальні ілюстрації Джона Августа Кнаппа. Завдяки шаленій популярності, книга мала вісімнадцять видань та була перекладена на сім мов. У США були засновані літературні клуби під назвою «Етидорфа», а деякі батьки називали іменем «Етидорфа» своїх новонароджених доньок.

## Жанрова належність
Етидорфа належить до піджанру художньої літератури, який включає в себе елементи наукової фантастики, фентезі, утопічної фантастики та наукової (або псевдонаукового) роману. «Подорож до центру Землі» Жуля Верна — найвідоміший роман цього піджанру, хоча можна згадати й багато інших. Він уявляв інший світ у центрі порожнистої Землі.
Серед покоління Джона Урі Ллойда популярним був роман «Вріл, сила майбутньої раси» Едварда Булвера-Літтонаа. Вже в наступному поколінні Едгар Райс Барроуз написав серію романів про порожнисту Землю.

## Сюжет
Складна структура книги розпочинається з передмови, підписаної Ллойдом. Вона складає обрамлення, згідно з яким Джон Урі Ллойд виявив у бібліотеці рукопис тридцятирічного Левілліна Драрі. Потім іде Пролог, в якому Драрі розповідає про себе.
Перший розділ книги описує як Драрі зненацька відвідав загадковий сивий «Я-Є-Людина». Той з'являвся до Драрі кілька разів і читав йому свій рукописний твір про власні пригоди, переконавши записати їх і видати. Через нерозбірливий почерк Драрі наполягав, аби гість зачитав твір (у книзі наводить зразок почерку). Описані «Я-Є-Людиною» (також згадується як «Людина-Що-Здійснила-Це») події нібито сталися 30 років тому, на початку ХІХ століття.
«Я-Є-Людина» розповідає, що в пошуках кабалістичної мудрості зв'язався з певним таємним товариством. Бажаючи оприлюднити його таємниці, «Я-Є-Людина» був викрадений членами товариства та посвячений у його внутрішнє коло. Товариство інсценізувало смерть «Я-Є-Людини», викинувши в озеро труп схожого чоловіка (ця частина має паралелі з реальною справою про вбивство масона Вільяма Моргана 1826 року), та приховало особу «Я-Є-Людини», зістаривши його. Потім він спустився у Мамонтову печеру, штат Кентуккі. Його провідником став безіменний, безокий, безволосий, голий чоловік «кольору блакитного воску», зі шкіри якого постійно капала вода. Вони спускалися все глибше в печери, переважно в повній темряві, не відчуваючи втоми. Провідник пояснив, що печера випромінює «внутрішню життєву силу».  В міру того, як обоє опускаються в глибини, їхня вага зменшується, а функції організму сповільнюються: серце б'ється повільніше, голод і спрага зникають.
Кожна стадія спуску супроводжується лекцією про різні наукові принципи та цитатами реальних дослідників. Велика частина книги приділена обговоренням природи вулканів, світла, руху, енергії та гравітації (з особливою увагою до слів вигаданого професора Деніела Вона). Наведено детальні експерименти, які читач відтворити з метою зрозуміти рух води під землею. Землю Місцями Джон Урі Ллойд сумнівається в словах провідника. Наприклад, не вірить його словам про величезні соляні поклади під землею чи опису його польоту з «Я-Є-Людиною» над підземним озером.
Мандрівники досягають внутрішніх порожнин Землі, де існують велетенські геологічні структури, ліси, освітлені сяйвом, яке надходить із центру планету. «Я-Є-Людина» їсть один з велетенських грибів, які ростуть у печерах, і галюцинує про потвор і ангелоподібну Етидорфу. Йому здається, що він проживає всю історію всесвіту. «Я-Є-Людина» відмовляється прийняти настоянку з «похідних найрідкісніших видів родини грибів» задля поглиблення знання істини. Замість цього він прагне Етидорфи, чия мудрість рівна її красі. Пізніше вона представляє себе як сутність, яка колись була відома як Венера, але справжнє ім’я якої Етидорфа («Афродіта» навпаки). «Я-Є-Людина» приходить до висновку, що наука та духовність — це те саме, і глибоко пізнавши науку, можна досягнути духовного світу. Як він припускає, колись люди на поверхні можуть зробити її непридатною для життя і тоді подорож у підземні глибини стане необхідністю.
Після довгої подорожі «Я-Є-Людина» та провідник досягають «Невідомої Країни», що є Небесами, які насправді містяться всередині планети. «Я-Є-Людина» постає перед вибором: перейти до Невідомої Країни, відмовившись від земного тіла, дружини та дітей, або ж повернутись. «Я-Є-Людина» відвідує Драрі та передає йому рукопис про свою подорож із інструкціями щодо його публікації. Він намірений повернутися та ввійти у Невідому Країну, що обурює Драрі, який хоче дізнатися що буде далі. «Я-Є-Людина» просить наглядати за його родиною та розчиняється в повітрі. Джон Урі Ллойд натякає, що він лише виконує доручення або «долю» з публікації «Етидорфи», попри проблеми, які це йому завдасть.

## Книга і наркотики
Оскільки Ллойд був фармакологом, його роман спровокував плітки про те, що вживання наркотиків сприяло його фантастичній творчості та яскравій уяві. Речовини від марихуани та опію до пасльонових, блекоти, дурману та псилоцибіну були запропоновані як можливо вживані, хоча реальних доказів цього немає.